# Chirori
 (avril 2021).
Si vous disposez d'ouvrages ou d'articles de référence ou si vous connaissez des sites web de qualité traitant du thème abordé ici, merci de compléter l'article en donnant les références utiles à sa vérifiabilité et en les liant à la section « Notes et références ».

Un chirori (銚釐) ou tampo (湯婆) est un pichet traditionnel (d'origine chinoise) destiné au service du saké, la bière traditionnelle japonaise.
Il est généralement en métal (mais existe en céramique et en bois laqué) et sa conductibilité thermique est utile pour réchauffer ou refroidir rapidement le saké afin de le servir ensuite à bonne température dans une coupe (choko).
Il a une forme cylindrique avec une poignée située au bord de l'ouverture, et est doté d'un bec verseur ou d'une encoche à cet effet ; il peut toutefois aussi avoir une forme se rapprochant de celle d'une bouilloire et avoir un couvercle comme une chope.